# Sciurocheirus
Sciurocheirus är ett släkte i familjen galagoer med upp till fyra arter som förekommer i centrala Afrika. Släktets taxonomiska status var länge omstridd. Det beskrevs ursprungligen av John Edward Gray men arterna infogades av flera zoologer i släktet Galago. Nyare avhandlingar och IUCN godkänner Sciurocheirus som släkte.

## Beskrivning
Tillhörande arter når en kroppslängd (huvud och bål) av 16,5 till 28 cm, en svanslängd av 22,2 till 29,5 cm och en vikt upp till 410 g. Så är de oftast större än arterna i släktet Galago. Kroppen är täckt av brun till grå päls med röda, gula eller orange skuggor, beroende på art och underart. Svansen är tydlig mörkare än huvudet och bålen. Alla medlemmar har påfallande ringar kring ögonen och stora öron.
Det som skiljer Sciurocheirus från Galago är rörelsesättet och individernas läten. Arter av Sciurocheirus landar alltid med framfötterna först när de hoppar. Deras läten påminner om grodornas läten.
Dessa primater lever i Afrika i Gabon, Kamerun, Ekvatorialguinea, Kongo-Brazzaville och Nigeria samt på ön Bioko. De vistas där i ursprungliga skogar. Arterna äter frukter samt smådjur som insekter, snäckor, spindlar och grodor. Hanar har 30 till 50 hektar stora revir som överlappar med upp till 8 honors revir. Honornas territorium är bara 8 till 16 hektar stort. Efter cirka 133 dagar dräktighet föds allmänt en unge. Boet är en hålighet i trädet. Ibland uppfostrar två vuxna honor sina ungar tillsammans.

## Taxonomi
IUCN listar två arter i släktet:
- Sciurocheirus alleni med två underarter.
  - Sciurocheirus alleni alleni, på Bioko.
  - Sciurocheirus alleni cameronensis, i Nigeria och Kamerun, den listas av ITIS som art.[6]
- Sciurocheirus gabonensis, i Gabon, Ekvatorialguinea, södra Kamerun och Kongo-Brazzaville.

Formen Sciurocheirus makandensis klassificeras ofta som självständig art.